# Верхняя Каракша
Верхняя Каракша (мар. Кӱшыл Каракша) — деревня в Оршанском районе Республики Марий Эл. Входит в состав Марковского сельского поселения.

## География
Находится в северной части республики Марий Эл на расстоянии приблизительно 3 км по прямой на север-северо-восток от районного центра посёлка Оршанка.

## История
Известна с 1924 года как деревня с 27 дворами и 185 жителями, мари. В 1938 году сюда переселились погорельцы из деревни Малая Каракша, население стало 150 человек. В 1979 году проживали 54 жителя, а в 1999 году осталось 7 человек в 6 дворах. В советское время работали колхозы «Волгынчыш», «У корно», имени Ворошилова и имени Кирова.

## Население
Население составляло 23 человека (мари 100 %) в 2002 году, 9 в 2010.